# Keeri järv
Keeri järv är en sjö i Estland.   Den ligger i landskapet Tartumaa, i den södra delen av landet, 160 km sydost om huvudstaden Tallinn. Keeri järv ligger 32 meter över havet. Omgivningarna runt Keeri järv är en mosaik av jordbruksmark och naturlig växtlighet.